# Neobracea
Neobracea là chi thực vật có hoa trong họ Apocynaceae.